# Okres Rîșcani
Rîșcani je okres v západním Moldavsku. Žije zde okolo 59 tisíc obyvatel a jeho sídlem je město Rîșcani. Na západě sousedí s Rumunskem, na severu s okresem Edineț a okresem Dondușeni, na východě s okresem Drochia a okresem Sîngerei a na jihu s okresem Fălești a okresem Glodeni.